# Sulcia
Genre
Sulcia est un genre d'araignées aranéomorphes de la famille des Leptonetidae.

## Distribution
Les espèces de ce genre se rencontrent en Grèce, au Monténégro, en Bosnie-Herzégovine et en Croatie.

## Liste des espèces
Selon World Spider Catalog (version 14.5, 2014) :
- Sulcia armata Kratochvíl, 1978
- Sulcia cretica Fage, 1945
- Sulcia inferna Kratochvíl, 1938
- Sulcia mirabilis Kratochvíl, 1938
- Sulcia montenegrina (Kratochvíl & Miller, 1939)
- Sulcia nocturna Kratochvíl, 1938
- Sulcia occulta Kratochvíl, 1938
- Sulcia orientalis (Kulczynski, 1914)

## Publication originale
- Kratochvíl, 1938 : Étude sur les araignées cavernicoles du genre Sulcia nov. gen. Práce Moravské prírodovedecké spolecnosti, vol. 11, no 3, p. 1-25.